# Eutelsat 48E
O Eutelsat 48E (anteriormente chamado de Eutelsat W4, Eutelsat 36A e Eutelsat 70C) é um satélite de comunicação geoestacionário europeu construído pela Alcatel Space que está localizado na posição orbital de 48,1 graus de longitude leste e é de propriedade da Eutelsat. O satélite foi baseado na plataforma Spacebus-3000B2 e sua vida útil estimada era de 12 anos.

## História
O satélite era originalmente denominado de Eutelsat W4, mas no dia 1 de março de 2012 a Eutelsat adotou uma nova designação para sua frota de satélites, todos os satélites do grupo assumiram o nome Eutelsat associada à sua posição orbital e uma letra que indica a ordem de chegada nessa posição, então o satélite Eutelsat W4 foi renomeado para Eutelsat 36A.
Em abril de 2016, o satélite foi movido para a posição orbital de 70 graus de longitude leste e foi renomeado para Eutelsat 70C. Em abril de 2019, ele foi realocado para posição orbital de 48 graus leste e foi rebatizado para Eutelsat 48E.

## Lançamento
O satélite foi lançado com sucesso ao espaço no dia 24 de maio de 2000, às 23:10 UTC, por meio de um veículo Atlas IIIA (AC-201) 127, a partir da Estação da Força Aérea de Cabo Canaveral, na Flórida, Estados Unidos. Ele tinha uma massa de lançamento de 3 190 kg.

## Capacidade e cobertura
O Eutelsat 48E está equipado com 31 transponders de banda Ku cobrindo a Europa Oriental, Europa, Ásia Central e Oriente Médio.